# Десант на остров Соммерс
Деса́нт на о́стров Со́ммерс — тактический десант Балтийского флота в Великой Отечественной войне, проведённый 8—10 июля 1942 года.

## Предшествующие события
Остров Соммерс (фин. Someri) является небольшим скалистым островом (размеры 950 на 400 метров) в Финском заливе, который занимает важное положение, позволяя владеющей им стороне контролировать морские коммуникации между Ленинградом и центральной частью Балтийского моря. До декабря 1941 года на острове находился советский гарнизон, который был снят во время эвакуации советских войск с полуострова Ханко. Некоторое время он оставался пустым, но весной 1942 года финское командование высадило на остров гарнизон (часть 22-й отдельной роты охраны побережья), оборудовало пункт наблюдения и береговую батарею. Остров стал важным пунктом финско-немецкой системы противолодочной обороны в Финском заливе. Его гарнизон составлял 92 человека, вооружение 5 орудий (из них два калибра 75-мм, три калибра 45-мм), 7 20-мм зенитных автоматов, 2 81-мм миномёта, 7 тяжелых и 5 легких пулемётов. Финское командование реально оценивало возможность советского десанта, поэтому на острове было оборудовано 4 опорных пункта обороны, составлявшие единую оборонительную систему.

## Подготовка операции
Когда командование Балтийского флота в летнюю кампанию 1942 года приступило к массовому направлению подводных лодок из Ленинграда на коммуникации врага, было решено исправить ошибку и вернуть остров под контроль советских войск. Автором идеи и плана операции был командир Кронштадтской военно-морской базы — главной базы Балтийского флота капитан 1 ранга Г. И. Левченко (разжалованный из вице-адмиралов в январе 1942 года за сдачу Керчи).
Для захвата острова был подготовлен десантный отряд численностью около 500 человек. Командование операцией возложено на командира бригады торпедных катеров капитана 2 ранга В. А. Саламатина, командир отряда высадки — капитан 2 ранга К. А. Шилов, командир десантного отряда (256 человек, 10 станковых пулемётов) — майор И. В. Пасько. Общее руководство операцией осуществлял Г. И. Левченко. Высадка намечалась отдельными группами в четырёх пунктах. Исходным пунктом десанта была советская база на острове Лавенсаари.
Левченко оценивал силы противника в 70 человек при 2-3 орудиях. Система обороны острова и пути подхода катеров десанта разведаны не были.

## Высадка десанта и боевые действия 8 июля
В ночь на 8 июля катера с десантом (4 сторожевых катера, 7 торпедных катеров) направились к Соммерсу и около 01:00 ночи вышли в заданный район. С 00:40 до 01:00 8 июля 12 бомбардировщиков ДБ-3 из состава 1-го гвардейского минно-торпедного полка под прикрытием истребителей с высоты 2300—4000 м двумя волнами нанесли бомбовый удар по острову (из 120 сброшенных 100-кг бомб 37 упали в воду), затем две группы по 3 штурмовика Ил-2 атаковали остров с малых высот. Были повреждены два Ил-2, эффективность удара оказалась ничтожной, но противник изготовился к обороне.
В условиях ясной погоды и «белых ночей» финны заметили подход катеров на значительном удалении — 20—30 кабельтовых — и открыли огонь. Катера сумели подойти к берегу, но оказалось, что из-за большого количества камней подойти вплотную в береговым скалам они не могут, а глубина у берега составляла до 5—10 метров. Часть десантников утонула, была намочена и вышла из строя радиостанция.
Финны потопили 1 торпедный катер ТК-71, ещё один (ТК-121) сел на камни, был оставлен экипажем и затем уничтожен артиллерией финнов. Повреждены огнём 3 торпедных катера и 2 катера «малый охотник», среди членов экипажей были убитые и раненые. Всего оказались высажены 164 десантника, обратно на базу возвращены 7 раненых и 15 человек с катера, не сумевшего подойти к берегу. Остальные были убиты, ещё до 70 бойцов утонули при высадке. Одна группа оказалась высажена не в намеченном планом пункте.
Получив сообщение от гарнизона Соммерса, финское командование срочно направило к нему канонерские лодки «Уусимаа» и «Хямеенмаа», 5 сторожевых катеров. Советские торпедные катера вступили с ними в бой, потеряв потопленными один катер ТК-113 (доклад о потоплении финской канонерской лодки оказался недостоверным, но периодически указывается в отечественной литературе). Активно действовала авиация обеих сторон, при этом финны повредили один торпедный катер, а советские летчики — два катера и добились прямого попадания бомбы в канонерскую лодку.
На острове между тем шёл жестокий бой. Десантники захватили один из опорных пунктов, уничтожив все его орудия и 23 из 26 защитников. Однако Левченко, получив доклад о высадке на остров и просьбу о посылке второго эшелона десанта, отказался его высылать до полного взятия острова. Вместо этого он отправил канонерскую лодку «Кама», 4 торпедных катера, 5 сторожевых катеров с задачей отогнать от острова финские корабли. Противник тоже спешно направил дополнительные силы — отряд немецких тральщиков. Между кораблями завязался морской бой, в связи с чем советские корабли не смогли оказать никакой поддержки высаженному десанту. Один советский торпедный катер (ТК-22) был потоплен.
Около 11:30 к острову подошли финские корабли — канонерская лодка «Турунмаа» и 8 катеров, высадившие подкрепление гарнизону (109 человек). Советский десант оказался в тяжелейшем положении.
Только к 16:40 на остров с трёх советских торпедных катеров было высажено подкрепление (57 автоматчиков). При высадке под огнём врага из них погибли 13 человек. Было принято на борт 23 раненых. При отходе финские береговые орудия потопили торпедный катер ТК-31.
К вечеру 8 июля на канонерской лодке «Кама» вышли из строя оба орудия главного калибра. Советское командование ввело в бой сторожевой корабль «Буря» и базовые тральщики Т-205 «Гафель» и Т-207 «Шпиль». Но противник также подтянул финские минные заградители «Риилахти» и «Роутсинсалми», немецкую плавбатарею «SAT 28» («Ост»), плавбазу (тендер) «Неттельбек», тральщик «М 37». Немцы доставили на остров на лодке 10 человек и несколько ящиков ручных гранат.

## Боевые действия 9 июля
В ночь на 9 июля в атаку на неприятельские корабли были направлены 3 торпедные катера, сторожевой корабль «Буря», тральщик Т-207. Торпедная атака окончилась безрезультатно, все три торпедных катера получили повреждения от артиллерии финских кораблей. На сам остров были направлены три сторожевые катера с подкреплениями, из которых финская артиллерия потопила сторожевой катер МО-306. Подкрепления высажены не были. На острове продолжался бой.

## Боевые действия 10 июля
С утра 10 июля на острове продолжался бой, к полудню он затих и более не возобновлялся.
Спасённых из состава десанта не было (кроме 23 раненых, эвакуированных вечером 8 июля). Попытки высадки на остров разведгрупп окончились безрезультатно. Весь день в районе острова шли морские бои и взаимные удары авиации по кораблям, с советской стороны погибли торпедные катера ТК-83 и ТК-123. В ночь на 11 июля операция была прекращена, все советские корабли возвращены на базу.

## Потери сторон
В ходе операции потоплены 7 советских торпедных катеров и 1 катер «малый охотник», повреждены базовый тральщик, 10 торпедных, 5 сторожевых, 5 иных катеров. Канонерская лодка «Кама» вышла из строя из-за технических неисправностей. Финское командование завысило число потопленных советских кораблей с 8 до 18. В воздушных боях и при атаках кораблей противника потеряно 4 советских самолёта.
В советских изданиях данных о потерях десанта не опубликовано. Впервые сведения о потерях указаны в труде Е. Н. Абрамова — общие потери составили 359 убитых и 63 раненых. По финским данным на острове погибло 128 советских бойцов и 149 захвачены в плен, ещё около 200 человек якобы утонули вместе с погибшими кораблями.
Финско-немецкий флот потопленных кораблей не имел (хотя советские летчики и катерники докладывали о «потопленных» кораблях), признаны повреждения тральщика «М-18», канонерских лодок «Хямеенмаа» и «Турунмаа», нескольких катеров. По финским сообщениям, армия потеряла 15 человек убитыми и 45 ранеными, флот — 6 убитых и 18 раненых. На участвующих в бою немецких кораблях было ранено 6 членов экипажей.

## Итоги операции
Остров остался в руках противника. Вокруг него финнами и немцами спешно были установлены сильные минные заграждения. Соммерс оставался в руках финнов вплоть до выхода Финляндии из войны в сентябре 1944 года, представляя собой серьёзное препятствие для сил Балтийского флота.
Операция окончилась неудачей из-за крупных ошибок в её планировании и проведении. Подготовка проводилась в спешке, хотя не было необходимости в срочности операции. Не были использованы имевшиеся на флоте высадочные средства (тендеры) и малые катера.